# Marianne Faithfull
Marianne Evelyn Gabriel Faithfull (født 29. december 1946, død 30. januar 2025) var en engelsk sangerinde og skuespiller, hvis karriere strakte sig over mere end fire årtier. Faithfulls første arbejde med pop og rock blev enten overskygget af hendes kamp mod stofferne i 1970'erne eller af hendes personlige historie. Efter en lang pause fra musikverdenen kom hun tilbage og udgav albummet Broken English. Med en karriere over så lang tid fornyede Marianne Faithfull ofte sin musikalske personlighed, eksperimenterede med forskellige musikgenrer, og samarbejdede med andre kunstnere som for eksempel David Bowie, Beck, Tom Waits, Nick Cave, Metallica og Roger Waters.

## Begyndelse
Hun blev født i Hampstead, London og fik navnet Marianne Evelyn Gabriel Faithfull af sine forældre, den britiske militærofficer og college professor Major Robert Glynn Faithfull og baronessen Eva Erissa, oprindelig fra Wien. Eva Erissa var i sin barndom balletdanser og arbejdede senere sammen med den tyske teaterduo Bertolt Brecht og Kurt Weill.
Faithfulls grandonkel på hendes mors side af familien var forfatteren Leopold von Sacher-Masoch, der bl.a. skrev romanen Venus i Pels med sadomasochistiske temaer.
Efter sine forældres skilsmisse flyttede hun sammen med sin mor til Reading i Berkshire. Da hun var teenager gik hun på St. Joseph’s Convert School og var med i Progress Theatre gruppen.

## Musikkarriere og privatliv

### 1960'erne
Faithfull begyndte sin sangkarriere i 1964, hvor hun optrådte med folkemusik på diverse kaffebarer.
Faithfull blev opdaget af en af musikkerne fra The Rolling Stones og blev lanceret af musikproduceren Andrew Loog Oldham. Hendes første store hit blev med sangen "As Tears Go By", skrevet af Mick Jagger og Keith Richards, og den gik ind på hitlisterne. Hun udgav derefter en serie af succesfulde singler som "This Little Bird", "Summer Nights" og "Come And Stay With Me".
Faithfull giftede sig med John Dunbar i 1965 og samme år fødte hun deres søn, Nicholas. Ægteskabet blev dog kort, hovedsagelig på grund af Dunbars heroinmisbrug - de blev skilt i 1966.
Faithfull flyttede ud af deres fælles hjem sammen med sin søn og ind hos Brian Jones og Anita Pallenberg, i deres hjem i London. Hun blev i den periode hun boede hos dem bedste ven med Anita. I den periode begyndte Faithfull at eksperimentere med cannabis. Hun begyndte i 1966 også at date Mick Jagger, et forhold der blev meget omtalt. Deres forhold varede indtil slutningen af 1960erne, og i den tid de var sammen blev de berygtede. Blandt andet blev Faithfull fundet - under den kendte razzia mod Redlands - kun dækket af en skindpels.
I slutningen af oktober 1968 aborterede Faithfull, på det tidspunkt meget afhængig af kokain, Mick Jaggers datter - som hun kaldte Corrina - mens hun opholdt sig i hans hus i Irland.
Faithfulls indflydelse på Jaggers liv beskrives i nogle af The Rolling Stones bedst kendte sange. "Sympathy for the Devil", på albummet Beggars Banquet fra 1968, der er inspireret af bogen Master i Margarita (dansk: Mesteren og Margarita), af forfatteren Mikhail Bulgakov, som Faithfull introducerede for Jagger. To sange fra albummet Sticky Fingers, fra 1971, blev også inspireret af hende. Omkvædet til sangen "Wild Horses"  siges at være det første Faithfull sagde efter hun vågnede op af en koma, som hun var i på grund af en overdosis. Sangen Sister Morphine" , er skrevet af hende selv, men på grund af uoverensstemmelser over sangen, havnede den i retten, hvor Faithfull blev skrevet på som medskriver.

### 1970'erne
I 1970 forlod Faithfull Jagger og samme år mistede hun forældremyndigheden over sin søn, Nicholas.
Hendes privatliv gik herefter ned af bakke og hendes karriere brød sammen. Hun optrådte kun få gange, blandt andet i 1973 sammen med David Bowie i NBC. De sang Sonny Chers sang, I Got You Babe, hvor Faithfull var klædt ud som nonne.
Faithfull boede på gaderne i Soho, London, i to år, fordi hun var stærkt afhængig af heroin og led af Anoreksi. Hendes venner greb ind, og fik hende indskrevet, til et program for stofmisbrugere, hvor hun kunne få sit daglige fix på et apotek.
I 1976 fandt produceren Mike Leander hende på gaden, og prøvede at genoplive hendes karriere, ved at producere dele af hendes album, Rich Kid Blues. Albummet blev dog lagt på hylden indtil 1985.
Faithfull flyttede så sammen med sin kæreste, Ben Brierly, ind i en lille lejlighed, uden varmt vand og elektricitet i Chelsea. Ben Brierly var på det tidspunkt med i punkbandet, The Vibrators.
I 1977 udgav hun den country-inspirerede plade, Dreaming My Dreams, der gik ind på de irske hitlister.
Faithfulls karriere begyndte igen at spire i 1979 - samme år som hun blev anholdt i Norge, for besiddelse af cannabis - med albummet, Broken English. Et meget rost album af anmelderne. Albummet blev hovedsagelig inspireret af punk-rock og af hendes senere ægteskab, med Ben Brierly samme år. Stemmen på albummet havde forandret sig, fra at være en frisk stemme, til at være en hæs, gennemtrængende og dyb stemme, forårsaget af mange års rygning, druk og brug af stoffer.

### 1980'erne
Faithfull boede i Dublin, da hun udgav Broken English. Til trods for hendes comeback, kæmpede hun i midten af 1980erne stadig med sit misbrug. En gang brækkede hun kæben, da hun faldt ned af nogle trapper mens hun var påvirket.
I 1985 blev hun indlagt på Hazelden Clinic i Minnesota, USA, for at få bugt med sit misbrug. Der havde hun en affære med en af de andre indlagte - mens hun stadig var gift med Brierly - men han hoppede ud af vinduet fra 36. etage, da Faithfull gjorde det forbi.
Faithfull blev derefter skilt fra Brierly i 1986.
I 1985 optrådte hun med sangen Ballad Of The Soldier’s Wife på Hal Williams debut album Lost in the Stars: The Music of Kurt Weill.
I 1987 viste Faithfull at hun kunne synge jazz og blues, på pladen Strange Weather, der var produceret af Wilner. Dette album blev også kritiseret.
I 1988 giftede hun sig med Giorgio Della Terza.

### 1990'erne
Da Roger Waters samlede et hold af musikere, for at opføre rockoperaen The Wall, live i Berlin juli 1990, spillede Faithfull rollen som Pinks overbeskyttende mor.
Faithfulls udgav tidligt i 1990, et live album, Blazing Away, hvor hun sang sange fra Bertolt Brecht og Kurt Weill, hvilket fik hende tilbage som sangerinde. Da hun var meget fascineret af musikken fra Weimarrepublikken, udgav hun The Threepenny Opera. Hendes fortolkning af den musiske periode blev kritiseret, men ledte alligevel til et nyt album, Twentieth Century Blues, der fokuserede på Bertolt Brechts og Kurt Weills musik og førte til en succesfuld koncert.
Hendes tredje skilsmisse kom i 1991, hvor hun blev skilt fra Giorgio Della Terza, som hun havde giftet sig med i 1988.
I 1994 udgav hun sin biografi med titlen, Faithfull, hvori hun fortalte om sit liv, karriere, stofmisbrug og at være biseksuel. Det næste år lavede hun pladen, A Secret Life, hvor to sange blev skrevet af Angelo Badalamenti.
Faithfull sang også kor på Metallica sangen, The Memory Remains, fra deres album ReLoad 1997, og optrådte i musikvideoen.
I 1999 udgav Faithfull dvd'en, Dreaming My Dreams, hvor der var materiale om hendes barndom og forældre, med historiske tilbageblik helt tilbage til 1964. Den indeholdt også interviews med forskellige kunstnere og hendes barndomsvenner. Udover det indeholdt den også afsnit med John Durbar og Mick Jagger, og et kort interview med Keith Richards. Dvd'en indbefattede desuden en 30 minutters live koncert.

### 2000'erne
Faithfull var en produktiv artist i det nye århundrede og udgav en del albums, der har modtaget positiv kritik.
I 2000 udgav hun albummet Vagabond Ways, hvilket mange kritikere betragtede som hendes fineste album, siden Broken English. Hun samarbejdede med Daniel Lanois, Emmylou Harris og Frank McGuiness og senere samme år sang hun, Love Got Lost, på Joe Jacksons album, Night And Day II.
Hun forsatte med at udgive albummet, Kissin’ Time  i 2002. Albummet indeholdt sange, skrevet i samarbejde med Beck, Billy Corgan, Jarvis Cocker, Dave Stewart og den franske sanger, Étienne Daho. Dette album indeholdt også en hyldest til Nico, hvis arbejde hun beundrede. Det var med sangen Song For Nico. Desuden var der på albummet også en selvbiografisk sang, Sliding Through Life On Charm , som hun skrev sammen med Jarvis Cocker.
I 2005 udgav hun Before The Poison. Dette album var hovedsageligt et samarbejde, med PJ Harvey og Nick Cave, selvom også Damon Albarn og Jon Brion bidragede. Endnu en gang hævdede anmelderne, at det var hendes bedste album siden, Broken English, 26 år tidligere.
2005 optrådte André Schneider, med en cover version af Faithfulls sang, The Hawk, og hun indspillede Lola R Forever, der var en cover version af Serge Gainsbourgs sang, Lola Rastaquouere, sammen med Sly and Robbie, til albummet, Monsieur Gainsbourg Revisited.
I 2007 samarbejdede Faithfull med den engelske sanger/sangskriver, Patrick Wolf, på duetten Magpie, til hans tredje album The Magic Position, og skrev i samarbejde med Ulysse en ny sang, A Lean and Hungry Look, til den franske film Truands. Senere samme år udgav Marianne en ny biografi, der hed Memories, Dreams And Reflections. Denne bog, der blev udgivet af Fourth Estate, var en mere personlig historie end Faithfull. Den lovede at indeholde anekdoter, være uformel, intim og afslørende. Det var en bog om hendes liv, venner, succeser og fejltagelser.
I september 2006 måtte Faithfull aflyse en tour, fordi hun havde fået konstateret brystkræft. Den efterfølgende måned gennemgik hun en operation i Frankrig, og fordi det blev opdaget i et tidligt stadie, var andre behandlinger ikke nødvendig. Inden der var gået to måneder, efter sin raskmelding, stod hun frem og fortalte at hun var helt rask.
I marts 2007 stod hun på scenen igen, med showet Songs of Innocence and Experience. Showet indeholdt mange sange, som hun ikke havde optrådt live med før, blandt andet Something Better, som var den sang hun sang i, The Rolling Stones Rock and Roll Circus.
Desuden sang hun Harry Nilssons sang, Don’t Forget Me, hvor linjen "When we're old and full of cancer, it doesn't matter now, come on, get happy", var en hyldest til hendes nyligt overvundne kamp mod brystkræften.
Indspilningen af albummet, "Easy Come Easy go", foregik i et studie i New York i slutningen af 2007, men af helbredsmæssige årsager, udkom albummet først i 2008 - i England og USA, dog først i 2009. Som det også er tilfældet med, "Strange Weather", fra 1987, er der tale om et coveralbum, hvor Marianne Faithfull udelukkende fortolker andres sange. Ligesom dengang var det Hal Wilner, der producerede. Sangene består af såvel mere jazz orienterede numre, som Paul Websters "Black Coffee", Ellingtons "Easy Come Easy go (titelnummeret), samt mere rock-og soul inspirerede sange, som Smokey Robinsons "Ooh Baby Baby" og Morrisseys, "Dear God Please Help me". På adskillige numre gæsteoptræder kendte navne, som f.eks. Keith Richards, Nick Cave og Sean Lennon. Albummet findes i såvel en standardudgave, med 10 numre og en ekstraudgave med 18 numre, inkl. en dvd med optagelser fra indspilningerne.
Samlivet med François Ravard, der ud over at være hendes manager, også var hendes mangeårige samlever, ophørte i foråret 2009.(Daily Mail 18/4 2009). Hendes søn, Nicholas, er gift og har to drenge, Oscar og Noah, som Marianne er sammen med.

## 2010'erne
I januar 2011, udgav Faithfull sit 18. studiealbum, "Horses and High Heels". De 13 numre består af 4 nyskrevne sange, samt 9 coversange, bl.a. det gamle Dusty Springfield-nummer "Going Back".
Marianne Faithfull's 20. soloalbum "Give my Love to London" udkom i 2014. Her havde hun samlet en perlerække af de musikalske venner til at give et bidrag - deriblandt prominente navne som Nick Cave, Rob Ellis, Warren Ellis og Brian Eno. På albummet  giver hun bl.a. en nyfortolkning af det gamle Leonard Cohen-nummer "Going Home" og Roger Waters fra Pink Floyd har bidraget med "Sparrows Will Sing", der også udkom som en forløbersingle til albummet.
I 2016 udkom "No Exit", som indeholdt liveindspilninger - hovedsageligt numre fra "Give my Love to London", som er optaget på forskellige venues rundt omkring i Europa.
På det næste studiealbum "Negative Capability" fra 2018 fortsættes samarbejdet med Rob og Warren Ellis, der har produceret albummet. Også vennen Nick Cave er med og optræder på nummeret "Gipsy Fairy Queen" på vokal såvel som på piano. Nummeret "They come at Night" er Faithfull's meget personlige kommentar til det alvorlige terrorangreb på koncertstedet Bataclan i Paris i 2015, hvor mange blev dræbt eller alvorligt såret under en koncert med bandet Eagles of Death Metal. Ud over albummets nye numre er der genindspilninger af gamle numre som "Witches' Song " fra albummet "Broken English" og en update af debutsinglen "As Tears go by" skrevet af Jagger/Richards fra 1965. Titlen "Negative Capability" henviser til et citat af den engelske, romantiske digter John Keats, hvor han fremhæver kunstnerens forpligtigelse til at forfølge sin egen sandhed, selv om det ofte fører til forvirring og usikkerhed.

## 2020'erne
Marianne Faithfull's kærlighed til de romantiske 1900-tals digtere kommer også til udtryk på hendes seneste projekt, "Spoken Word" - indspilningen "She Walks in Beauty" fra 2021, hvor hun reciterer nogle af deres mest berømte digte. Udover John Keats er det bl.a. Lord Byron, der står bag titeldigtet "She Walks in Beauty", Percy B. Shelley og William Wordsworth. Albummet er produceret af Warren Ellis, der også har skabt pladens unikke lydbilleder. Arbejdet med indspilningerne blev afbrudt, da Marianne Faithfull i 2020 pådrog sig en alvorlig lungeinfektion efter at være blevet smittet med Covid-19. Indspilningerne blev genoptaget i 2021, men nu med en tydeligt svækket kunstner. Samme år fraflyttede hun sit mangeårige residens i Paris og vendte hjem til England, hvor hun tilbragte sine sidste år på et privat plejehjem nær London tæt på familien.
Marianne Faithfull døde den 30. januar 2025, og blev stedt til hvile i familegravstedet i landsbyen Aldworth, West Berkshire, hvor hun voksede op.
Efter hendes død udkom EP'en "Burning Moonlight" posthumt i 2025. Den indeholder 4 numre, som hun indspillede i årene før sin død, og er kaldt afslutningen på en musikalsk rejse med en klar forbindelse til sangerens folk-inspirerede debutalbum fra 1965.

## Skuespil
Udover sin musikkarriere var Faithfull en succesfuld skuespiller, der både optrådte i tv, teater og på film. Hendes første teateroptræden var i 1965, da hun var med i Anton Tjekhovs stykke, Three Sisters. Før det spillede hun sig selv i Jean-Luc Godards film, Made in U.S.A.. Faithfull var også med i filmen I'll Never Forget What's 'Isname fra 1967 sammen med Orson Welles.
I 1969 spillede hun Ofelia i stykket Hamlet, hvor Anthony Hopkins var Claudius, ham der myrdede Hamlets far.
I 1993 var hun piraten Jenny i The Threepenny Opera (dansk: Laser og pjalter) på Gate Theatre i Dublin. Senere optrådte hun med The Seven Deadly Sins sammen med Vienna Radio Symphony.
Hun har også optrådt i Patrice Chéreaus film Intimacy (2001), og som kejserinden Maria Theresia af Østrig i Sofia Coppolas film Marie Antoinette (2006).
Hendes seneste medvirken var i filmen Irina Palm, der blev vist på Filmfestivalen i Berlin 2007. Der spiller Faithfull den 60 årige enke, Maggie, der sælger sig selv for at kunne hjælpe sit syge barnebarn.
Hun har desuden også spillet både Gud og djævlen. Hun spillede Gud i Absolute Fabulous, hvor Anita Pallenberg spillede djævlen , og i 2004 – 2005, spillede hun djævlen i William S. Burroughs og Tom Waits musical The Black Rider.